# Buena Vista (Saskatchewan)
Buena Vista es un pueblo canadiense situado en la provincia de Saskatchewan.

## Superficie
Buena Vista tiene una superficie de 3,63 km².

## Demografía
En 2021, tenía 646 habitantes, una densidad poblacional de 177,7 hab./km², y 424 viviendas.